# Klemen Bauer
Klemen Bauer (ur. 9 stycznia 1986 w Lublanie) – słoweński biathlonista, srebrny medalista mistrzostw świata.

## Kariera
Pierwsze sukcesy osiągnął w 2004 roku, zdobywając trzy medale na mistrzostwach świata juniorów w Haute Maurienne. W sprincie był drugi, a w biegu indywidualnym i sztafecie zajął trzecie miejsce. Na rozgrywanych rok później mistrzostwach świata juniorów w Kontiolahti ponownie wywalczył srebro w sprincie. Ponadto zajął trzecie miejsce w biegu indywidualnym podczas mistrzostw świata juniorów w Martell w 2007 roku.
Starty w Pucharze Świata rozpoczął zawodami w Oberhofie, zajmując 4 stycznia 2006 roku 13. miejsce w sztafecie. Pierwsze punkty wywalczył 16 grudnia 2008 roku w Hochfilzen, gdzie zajął 28. miejsce w sprincie. Nigdy nie stanął na podium indywidualnych zawodów tego cyklu, najwyższą lokatę wywalczył 14 lutego 2010 roku w Vancouver, gdzie był czwarty w sprincie. Walkę o podium przegrał tam z Jakovem Fakiem. Najlepsze wyniki osiągnął w sezonie 2009/2010, kiedy zajął 20. miejsce w klasyfikacji generalnej.
Podczas mistrzostw świata w Ruhpolding w 2012 roku wspólnie z Andreją Mali, Teją Gregorin i Jakovem Fakiem zdobył srebrny medal w sztafecie mieszanej. Był też między innymi czwarty w sztafecie mieszanej na mistrzostwach świata w Anterselvie w 2007 roku oraz piąty w biegu indywidualnym na mistrzostwach świata w Ruhpolding w 2012 roku.
W 2006 roku wystartował na igrzyskach olimpijskich w Turynie, gdzie zajął 60. miejsce w biegu indywidualnym, 69. w sprincie i 10. w sztafecie. Na rozgrywanych cztery lata później igrzyskach w Vancouver był między innymi czwarty w sprincie i dziewiąty w biegu pościgowym. Podczas igrzysk olimpijskich w Soczi w 2014 roku indywidualnie plasował się w trzeciej i szóstej dziesiątce, a w sztafecie był szósty. Brał też udział igrzyskach olimpijskich w Pjongczangu w 2018 roku, zajmując 15. miejsce w biegu indywidualnym, 26. w sprincie, 24. w biegu pościgowym, 20. w biegu masowym, 10. w sztafecie oraz 14. w sztafecie mieszanej.
Po sezonie 2021/2022 zakończył sportową karierę.

## Osiągnięcia

### Igrzyska olimpijskie
| Rok  | Miejscowość | Konkurencje | Konkurencje | Konkurencje | Konkurencje | Konkurencje | Konkurencje | Konkurencje |
| Rok  | Miejscowość | IN          | SP          | PU          | MS          | RL          | MR          | SR          |
| ---- | ----------- | ----------- | ----------- | ----------- | ----------- | ----------- | ----------- | ----------- |
| 2006 | Turyn       | 60.         | 69.         | –           | –           | 10.         | nd.         | nd.         |
| 2010 | Vancouver   | 32.         | 4.          | 9.          | 28.         | 17.         | nd.         | nd.         |
| 2014 | Soczi       | 51.         | 26.         | 24.         | –           | 6.          | –           | nd.         |
| 2018 | Pjongczang  | 15.         | 26.         | 24.         | 20.         | 10.         | 14.         | nd.         |

### Mistrzostwa świata
| Rok  | Miejscowość          | Konkurencje | Konkurencje | Konkurencje | Konkurencje | Konkurencje | Konkurencje | Konkurencje |
| Rok  | Miejscowość          | IN          | SP          | PU          | MS          | RL          | MR          | SR          |
| ---- | -------------------- | ----------- | ----------- | ----------- | ----------- | ----------- | ----------- | ----------- |
| 2006 | Pokljuka             | nd.         | nd.         | nd.         | nd.         | nd.         | 5.          | nd.         |
| 2007 | Anterselva           | 79.         | 31.         | 45.         | –           | 19.         | 4.          | nd.         |
| 2008 | Östersund            | 64.         | 59.         | 44.         | –           | 19.         | 9.          | nd.         |
| 2009 | Pjongczang           | 53.         | 13.         | 11.         | 14.         | 15.         | 12.         | nd.         |
| 2010 | Chanty-Mansyjsk      | nd.         | nd.         | nd.         | nd.         | nd.         | 10.         | nd.         |
| 2011 | Chanty-Mansyjsk      | 40.         | 15.         | 34.         | 19.         | 8.          | 16.         | nd.         |
| 2012 | Ruhpolding           | 5.          | 44.         | 32.         | 21.         | 14.         | 2.          | nd.         |
| 2013 | Nové Město na Moravě | DNF         | 21.         | 24.         | 26.         | 13.         | 5.          | nd.         |
| 2015 | Kontiolahti          | 23.         | 47.         | 39.         | –           | 8.          | 15.         | nd.         |
| 2016 | Oslo                 | –           | 50.         | 56.         | –           | 17.         | 13.         | nd.         |
| 2017 | Hochfilzen           | 88.         | 33.         | 16.         | 17.         | 18.         | 18.         | nd.         |
| 2019 | Östersund            | 46.         | 17.         | 36.         | –           | 5.          | 25.         | –           |
| 2020 | Anterselva           | 33.         | 87.         | –           | –           | 5.          | 23.         | –           |
| 2021 | Pokljuka             | –           | 54.         | lap.        | –           | –           | 16.         | –           |

### Mistrzostwa świata juniorów
| Rok  | Miejscowość     | Konkurencje | Konkurencje | Konkurencje | Konkurencje | Konkurencje | Konkurencje | Konkurencje |
| Rok  | Miejscowość     | IN          | SP          | PU          | MS          | RL          | MR          | SR          |
| ---- | --------------- | ----------- | ----------- | ----------- | ----------- | ----------- | ----------- | ----------- |
| 2002 | Ridnaun         | 51.         | 29.         | 28.         | nd.         | 4.          | nd.         | nd.         |
| 2003 | Kościelisko     | 18.         | 46.         | 48.         | nd.         | 6.          | nd.         | nd.         |
| 2004 | Haute Maurienne | 3.          | 2.          | 4.          | nd.         | 3.          | nd.         | nd.         |
| 2005 | Kontiolahti     | 13.         | 2.          | 6.          | nd.         | 6.          | nd.         | nd.         |
| 2006 | Presque Isle    | 5.          | 12.         | 4.          | nd.         | 5.          | nd.         | nd.         |
| 2007 | Martell         | 3.          | 15.         | DNS         | nd.         | –           | nd.         | nd.         |

### Puchar Świata

#### Miejsca w klasyfikacji generalnej
| Sezon     | Miejsce |
| --------- | ------- |
| 2005/2006 | -       |
| 2006/2007 | 52.     |
| 2007/2008 | 44.     |
| 2008/2009 | 50.     |
| 2009/2010 | 20.     |
| 2010/2011 | 32.     |
| 2011/2012 | 30.     |
| 2012/2013 | 37.     |
| 2013/2014 | 33.     |
| 2014/2015 | 44.     |
| 2015/2016 | 52.     |
| 2016/2017 | 42.     |
| 2017/2018 | 39.     |
| 2018/2019 | 49.     |
| 2019/2020 | 51.     |
| 2020/2021 | 79.     |
| 2021/2022 | 86.     |